# Anton Johanson
Karl Anton Johanson, född 28 januari 1877 i Köpings stadsförsamling, död 24 december 1952 i Bromma, var från början av 1900-talet och många år framöver en stor svensk idrottspersonlighet som mångårig ordförande för både Ishockey- och Fotbollsförbundet. Johanson, som själv varit fotbollsspelare i yngre år, jobbade även som telegrafkontrollör.
Johansson är som medlem nr 4 invald i Svensk fotbolls Hall of Fame.

## Karriär
Johanson började som spelare för IFK Köping och representerade senare även IFK Stockholm. Som ledare hade han under åren 1917-1920 ansvar för det svenska landslaget i fotboll och fungerade som dess manager under OS i Antwerpen 1920 då laget slutade oplacerat efter att ha vunnit en och förlorat två matcher.
Johanson var också sekreterare i Svenska Fotbollförbundet 1905-1921 och dess ordförande från 1922-1936. Från 1904 var han medlem av Riksidrottsförbundets överstyrelse samt vice ordförande i dess förvaltningsutskott från 1918. Han blev därefter ordförande för Svenska Ishockeyförbundet mellan november 1924 och oktober 1948. Under åren 1932 till 1938 satt han även i FIFA:s styrelse. Han beskylldes av många för att avsiktligt missgynna Göteborg, och ska ha yttrat att "Göteborgare är inga riktiga svenskar" . Från 1928 var han ordförande i Riksidrottsförbundets idrottsplatskommitté.
Johanson har bland annat utgivit Fotboll (i Idrotternas bok, 1905) samt Sportens historia (4 band, 1930-31).

### En förespråkare för amatörspel
Johanson var en av de främsta förespråkarna för att spelare i det svenska landslaget skulle förbli utan ersättning. Inför OS 1924 tvingade han OS-laget att underteckna en förbindelse att "icke mottaga ett enda öre" utöver resa och uppehälle under OS-resan som skulle vara en månad. Följden blev att de som hade familjer att försörja tackade nej och laget kom istället att representeras av idel 20-åringar – med några få undantag. 22-årige Putte Kock var den äldste i en kedja som bland annat också bestod av de talangfulla inrarna Tore Keller och Sven Rydell, båda 19 år gamla. Resultatet: en överraskande bronsmedalj efter att man bland annat besegrat de regerande mästarna Belgien med 8-1 i öppningsmatchen.
Johanson var en av initiativtagarna till Svenska Spelen.

### Hall of Fame
Johanson valdes år 2003 i den första selektionen som medlem nr 4 in i Svensk fotbolls Hall of Fame. Detta med presentationstexten:
"Under de tre inledande decennierna var ’Fotbollsgeneralen' den store organisatören. Han hade även ledaruppdrag i FIFA, Svenska Ishockeyförbundet och AIK."